# IR-Klasse AP
Die Baureihe AP war eine breitspurige Schlepptender-Dampflokomotive für den Reisezugverkehr auf den Bahnen in Britisch-Indien, die um 1907 gebaut wurde. Sie gehört zu den BESA-Lokomotiven, die vom British Engineering Standards Committee, später British Engineering Standards Association (BESA) genannt, entwickelt wurden. Das Kürzel AP steht für Atlantic Passenger Locomotive, wobei sich Atlantic auf die gleichnamige Achsfolge bezieht.

## Geschichte
Die Baureihe AP war die für Schnellzüge vorgesehene Lokomotive, die erstmals in der zweiten Auflage der BESA-Norm von 1907 vorgestellt wurde. Sie konnte mit drei verschiedenen großen Schlepptendern ausgerüstet werden – der kleine fasste 3000  der mittlere 4000 und der große 4500 Gallonen Wasser.
Vulcan lieferte eine Serie von 28 Stück an die East Indian Railway (EIR), deren Streckennetz sich von Kalkutta in Richtung Western ausdehnte. Die eleganten nach britischem Muster gebauten Lokomotiven wurden vor Schnellzügen eingesetzt. Sie trugen bei der Bahn die Nr. 1300 bis 1327, die Werksnummern waren 2330–2357/1908.
Weitere Lokomotiven wurden 1908 von der North British Locomotive Company geliefert.

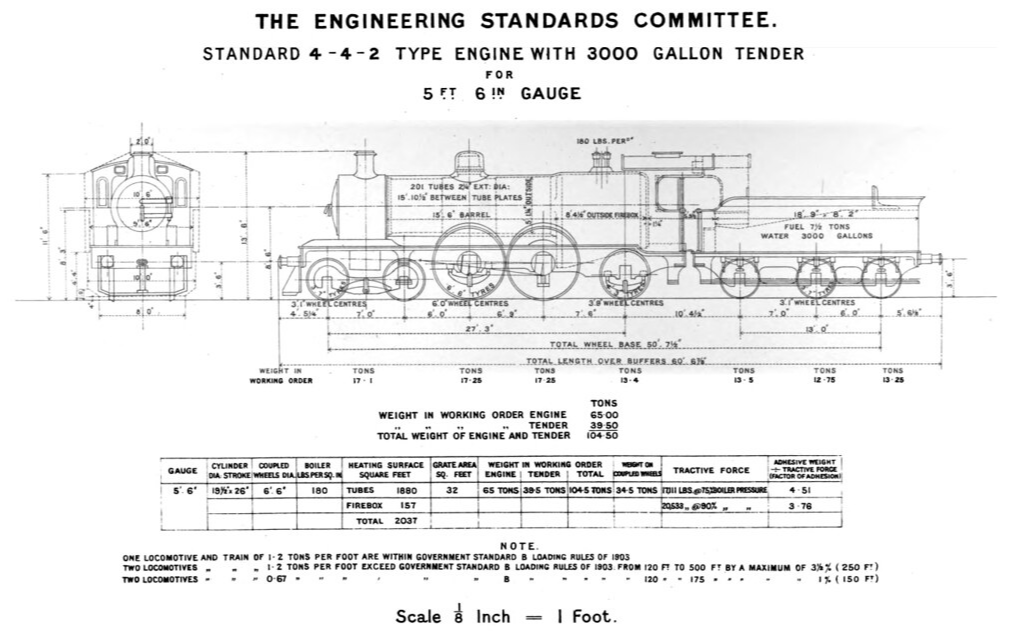
Variante mit 3000 Gallonen-Tender
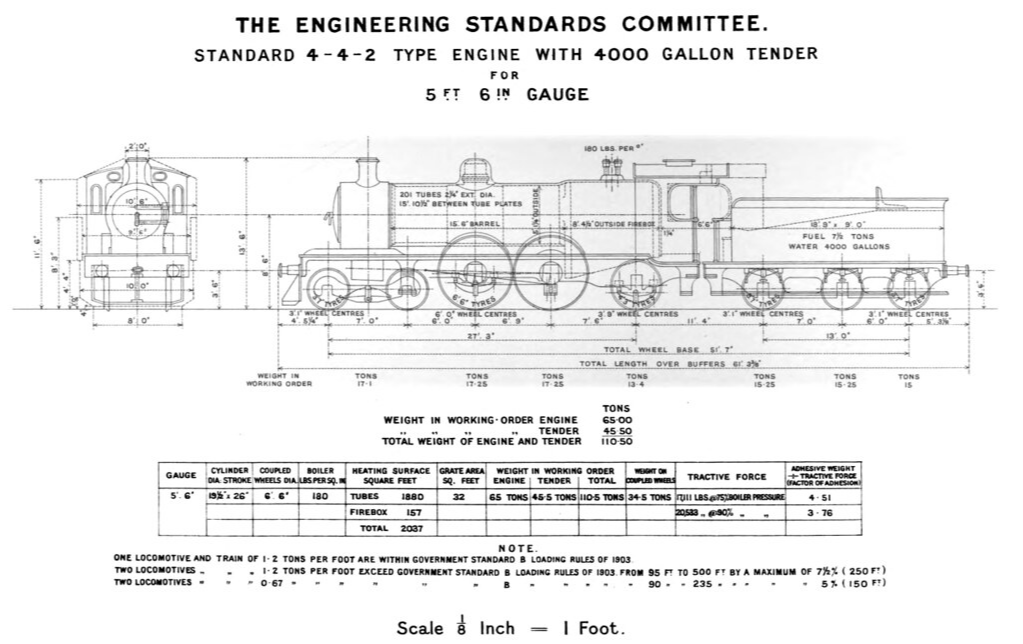
Variante mit 4000 Gallonen-Tender
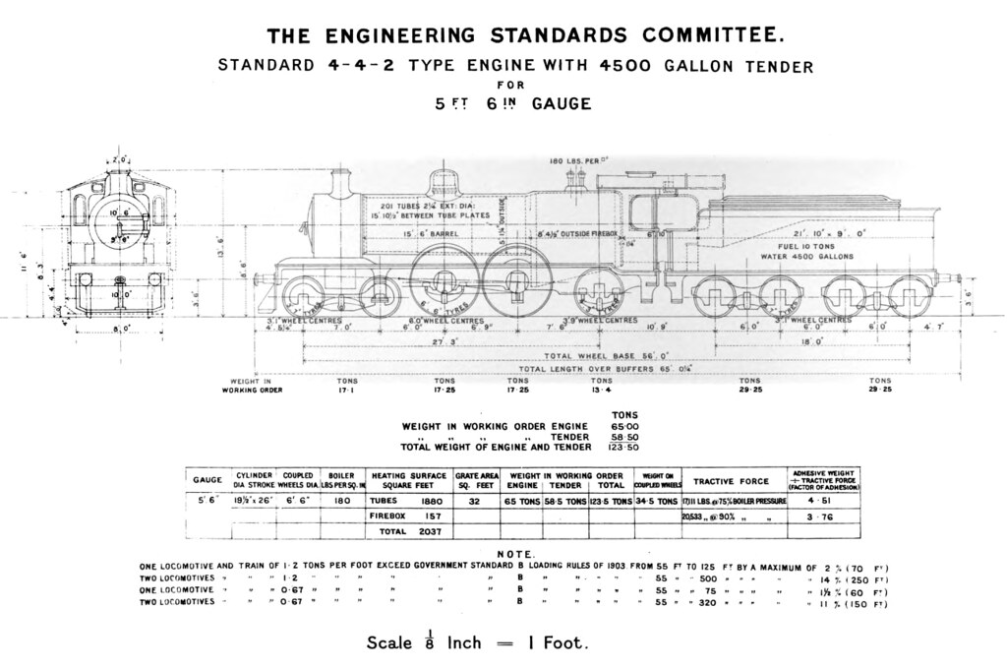
Variante mit 4500 Gallonen-Tender
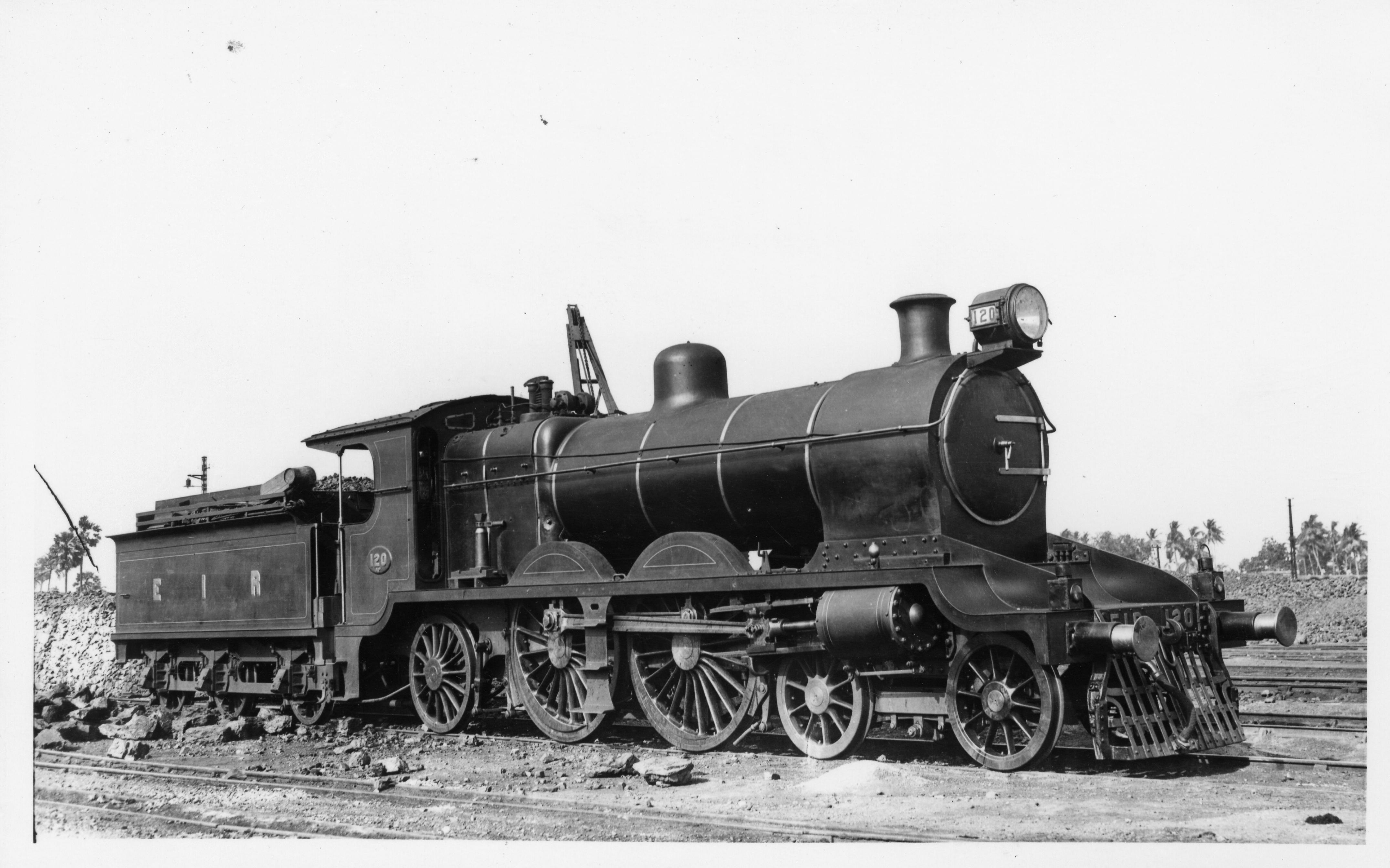
EIR Lokomotive Nr. 120, gebaut von North British Locomotive Company

## Technik
Die Lokomotive war als Zweizylinder-Nassdampfmaschine mit Belpaire-Stehkessel ausgeführt. Der Rost war zwischen den Kuppelradsätzen angeordnet. Außen an den Rahmenwangen des Innenrahmens lagen die beiden Dampfzylinder, die Heusinger-Steuerung war zwischen den Rädern angeordnet. Das Umlaufblech war tief gelegt, sodass über den beiden Kuppelradsätze Radschutzkästen angeordnet waren. An der vorderen Pufferbohle war ein kleiner Kuhfänger angebracht. Der BESA-Standard schlug einen vollständig geschlossenen Führerstand vor, wobei die Führerhausrückwand durch den Schlepptender gebildet worden wäre. Die für die East Indian Railway gebauten Lokomotiven hatten aber Schlepptender ohne Führerhausrückwand. Die Tender für 3000 und 4000 Gallonen Wasservorrat waren dreiachsig, der 4500 Gallonen-Tender vierachsig mit zwei Drehgestellen. Bei den beiden dreiachsigen Varianten waren Trittbrettern und Haltestangen entlang der Seitenwände vorgesehen, die es ermöglichten während der Fahrt von der Lokomotive aus den Zug zu erreichen. Eine weitere Eigenheit der Bauart war der in der Mitte der Kuppelachsen angeordnete Aufstieg. die Baureihe hatte die größten Räder aller in Indien eingesetzten Dampflokomotiven. Sie maßen fast zwei Meter im Durchmesser.

## Ähnliche Baureihen

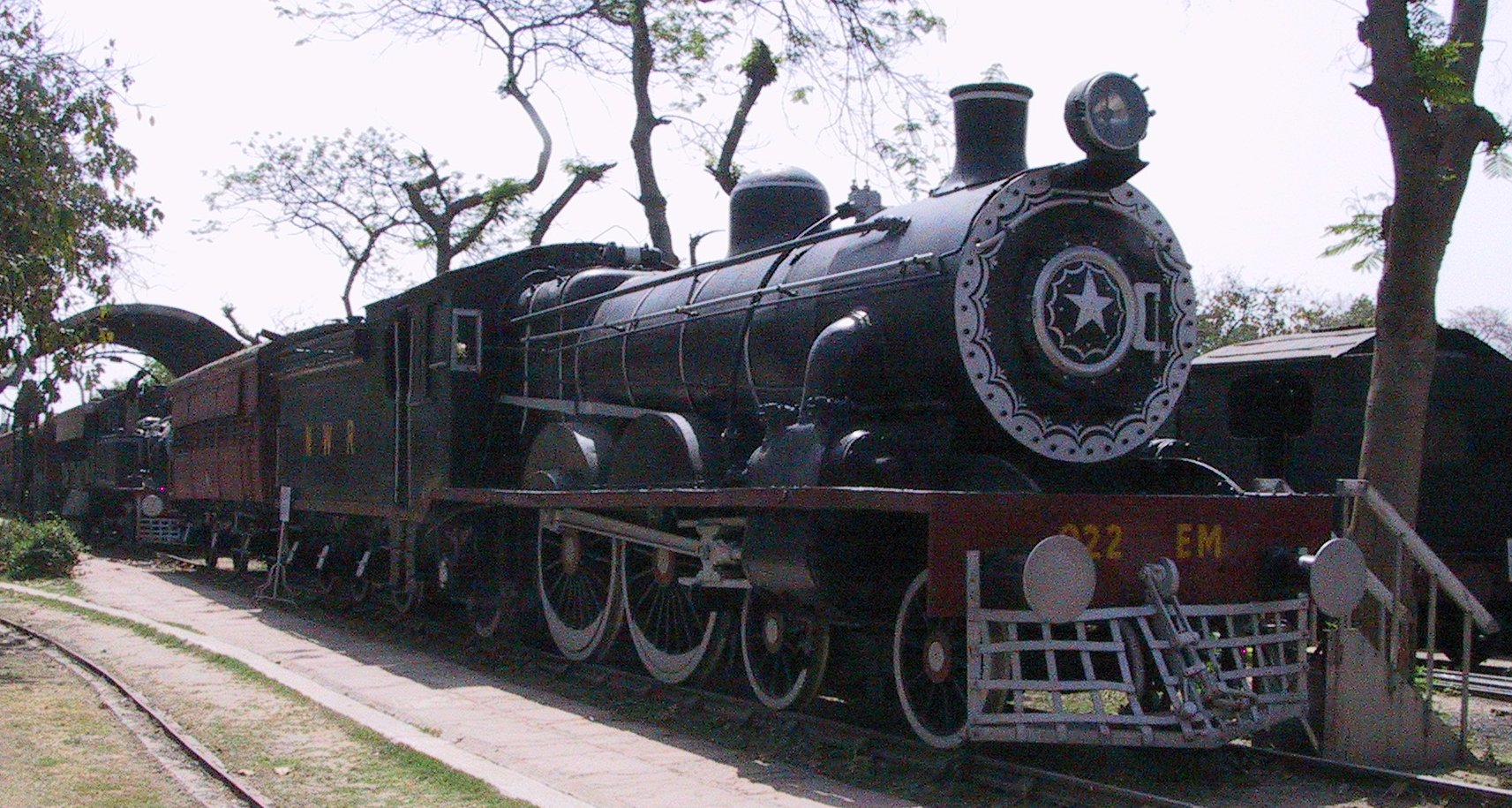
EM 922 in Neu-Delhi

Die im National Rail Museum of India in Neu-Delhi ausgestellte Lokomotive Nr. 992 der Baureihe EM hat sehr ähnliche Hauptabmessungen wie die Lokomotiven der Baureihe AP. Sie entstand aber durch Umbau einer 2’B-Lokomotive der Baureihe E1 der Great Indian Peninsula Railway (GIPR), der eine Schleppachse mit Außenrahmen hinzugefügt wurde. Die Treibräder haben mit einem Durchmesser von 6 ft 6 in dieselben Abmessungen wie diejenigen der Baureihe AP. Charakteristisch sind die ebenfalls sehr nahe zusammen liegenden Triebräder.